# Presidentskapet Bombay

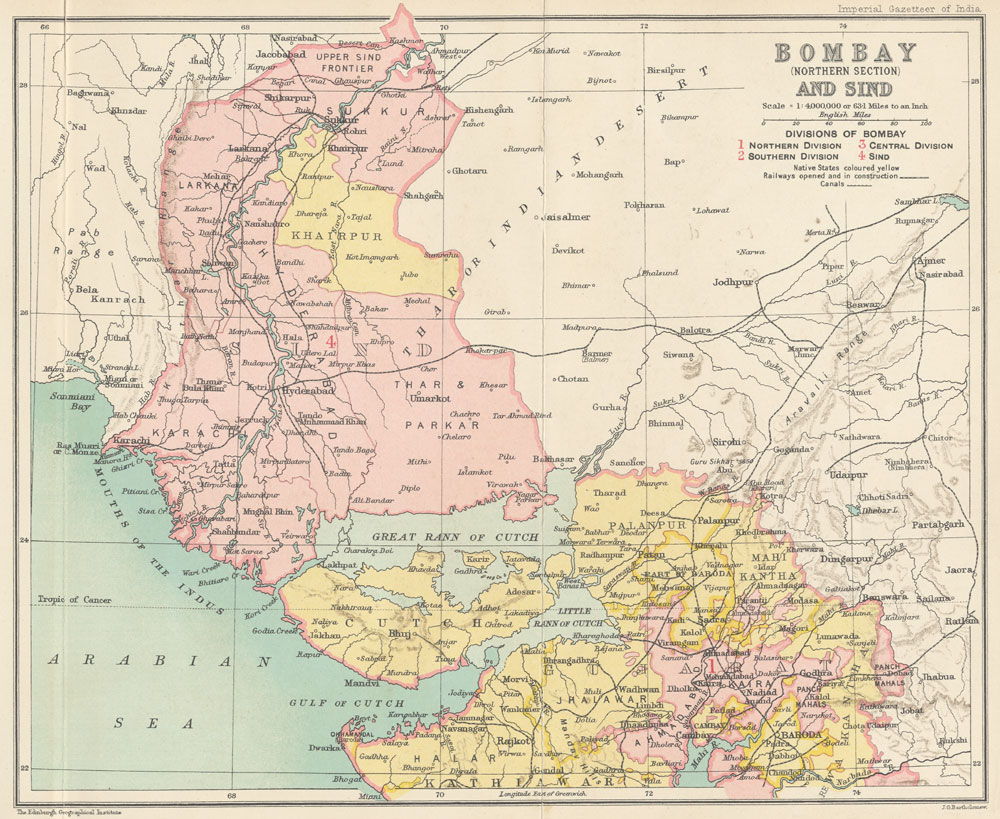
Norra delen av presidentskapet 1909.

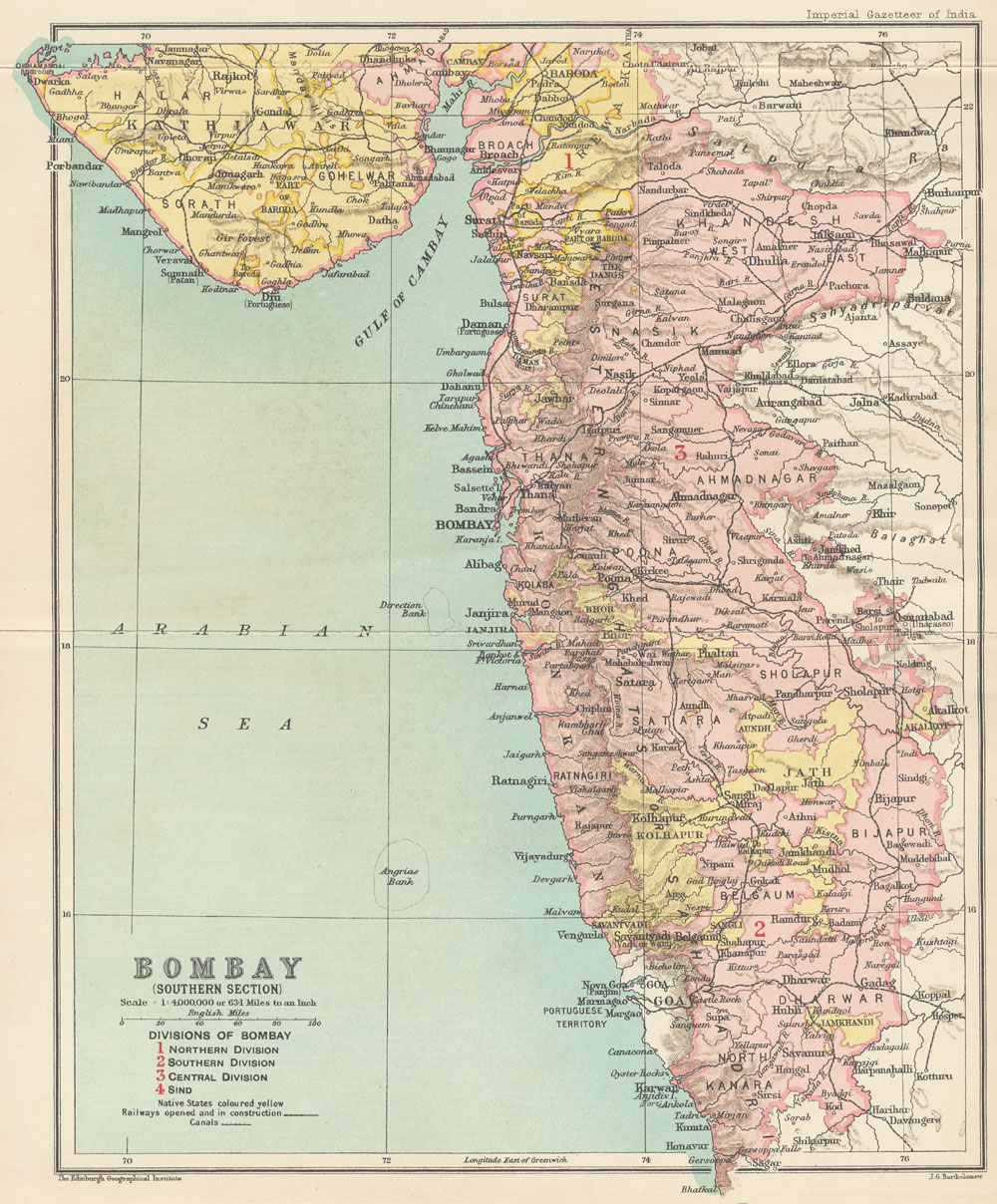
Södra delen av presidentskapet 1909.

Staden Bombay ingick under Brittiska Indiens tid i presidentskapet Bombay. Detta presidentskap (provins), med staden Bombay som huvudstad, låg längs indiska halvöns västra kust, mellan 13° 53' och 28° 45' nordlig breddgrad samt 66° 40' och 76° 30' östlig längdgrad, omfattande 488 830 kvadratkilometer, varav 318 516 km² omedelbart under brittisk förvaltning och 170 314 km³ under lydfurstar. 
I det ovanstående är inte inberäknat vissa områden som i administrativt hänseende lydde under guvernören i Bombay. Dessa områden var ett brittiskt skyddsområde i Sydarabien, som omfattade staden Aden med område (207 km²), ön Socotra 3 579 km², ögruppen Kurian Murian, ön Perim samt en kuststräcka i Arabien utmed Adenviken (sammanlagt omkring 40 300 km²). Somalilandprotektoratet i Afrika, som först också hörde till Bombay, styrdes sedan 1898 genom brittiska utrikesministeriet. De portugisiska besittningarna Goa, Damaõ och Diu var enklaver i presidentskapet.

## Klimat
Man kan i det forna presidentskapet särskilja två regioner, mellan vilka Narbadafloden bildar gräns, en nordlig, omfattande Gujarat, halvön Kathiawar, Kutch och Sindh, en låg alluvialslätt och till stor del öken, och en sydlig, bestående av en smal, bördig kustremsa, begränsad i öster av de branta Västra Ghats, samt innanför dem Deccans högland. Av floderna är bara Indus av vikt; av Narbada och Tapti tillhörde endast nedersta loppet presidentskapet Bombay. 
Ghatsbergen består av porfyrisk trapp; i norra trakterna finns på försteningar rik sandsten och konglomerat. Indiens stora basaltdistrikt, som börjar vid Nagpur, utgör nästan hela kusten från Goa och staden Bombay till Cambaybukten. Mitten av presidentskapet består av en svart, för bomullsodling lämplig jord. Klimatet är nästan överallt osunt, medeltemperaturen är 27,5°; i Gujarat stiger termometern till över 43° och sjunker ända till 4,4°. Den årliga nederbörden är i Bombay 2 000 mm, i Pune 500 mm, i Karachi 150–200 mm och i Hyderabad endast 63,5 mm. Floran uppvisar bland annat vackra teakskogar, kokospalmer och andra palmer samt sandelträd, med miljoner tunnland täckta av skog. Vilda djur och ormar finns i stor mängd.

## Befolkning
Befolkningen bestod - och består än idag - huvudsakligen av marather, men även av parser, balucher, perser, pashtuner (afghaner) och araber. Folkmängden utgjorde 1901 25 424 235 invånare i den indiska delen av presidentskapet, därav 18 515 587 i det omedelbart brittiska området och 6 908 648 i lydstaterna. Av de arabiska besittningarna hade år 1901 Aden med område 43 974 invånare; Socotra och de övriga områdena, för vilka exakta befolkningssiffror saknas, hade, det förra omkring 12 000 invånare, återstoden omkring 140 000 invånare. Med hänsyn till religion var 1901: 19 919 163 hinduer, 4 600 876 muslimer, 536 116 jainister, 220 087 kristna, 78 880 parser, 13 919 judar och så vidare. I mitten och i söder talas företrädesvis marathi och kanara, i nordväst var affärsspråket mest gujarati, i Sindh talas sindhi, väster om Indus baluchi. 

## Samhälle, jordbruk
Folkbildningen stod lågt, trots att för tiden relativt många skolor (med omkring 12 000 lärare) fanns. 269 tidningar utkom inom provinsen, därav 20 på engelska språket. Huvudnäring var åkerbruk, vilket år 1900 på 24 miljoner acres producerade särskilt hirs och baljfrukter, därnäst ris och vete, utmärkt bomull, oljeväxter, tobak, indigo och socker. Av kreatur fanns 1901: 164 459 hästar, 7,3 miljoner nötkreatur, 1,7 miljoner får, 2,7 miljoner getter, 104 702 kameler (i Sindh), vilka siffror betecknade ett allmänt tillbakagående mot föregående år, en följd av missväxten; så gick under missväxtåret 1900 över 1,8 miljoner nötkreatur förlorade.

## Industrier
De viktigaste industrierna var bomullsspinnerier och bomullsväverier samt saltproduktion. Bomullsfabrikerna var 1901 134, med nära 3,5 miljoner spindlar, 31 187 vävstolar och 108 840 arbetare. Även sidenvaror, guld- och silvertråd, stickerivaror, läder- och järnvaror, trä- och elfenbenssniderier producerades. Den mycket betydliga handeln gick mest över huvudstaden. 1900-1901 uppgick införseln till ett värde av 263,4 miljoner rupier, utförseln till 271,7 miljoner rupier, vilket visade en sammanlagd minskning sedan föregående år av omkring 81 miljoner rupier. De under regeringens kontroll stående järnvägarna hade 1900 en längd av 12 110 km. 

## Politik
Presidentskapet styrdes av en guvernör, om lydde under generalguvernören över Indien. Vid hans sida stod ett råd och en lagstiftande församling, vars medlemmar utnämndes av guvernören. Provinsen delades i 4 divisioner: norra, centrala, södra och Sindhdivisionen, med inalles 24 distrikt (utom Aden). Presidentskapets inkomster steg 1900 till 135,7 miljoner rupier, utgifterna till 108,7 miljoner rupier. 